# Sladký ničema
Sladký ničema (anglicky Sweet and Lowdown) je americké komediální drama z roku 1999, napsané a režírované Woodym Allenem, který spolu s dalšími osobami film doprovází komentáři.
Příběh pojednává o fiktivním jazzovém kytaristovi Emmetu Rayovi, jenž se považoval za druhého nejlepšího hráče na světě, hned za fenomenálním Francouzem Djangem Reinhardtem. Jeho sláva přišla ve 30. letech 20. století, kdy udržoval vztah s němou dívkou. Následně se oženil se ženou z vyšší společnosti, která jej podváděla. Umělcův další osud je neznámý, zmizel neznámo kde…
Další postavy ztvárnili Samantha Mortonová jako němá dívka Hattie, Uma Thurman v roli noblesní ženy s literárními ambicemi Blanche a Anthony LaPaglia, který představoval gangstera a nájemného zabijáka Ala Torriu.
Snímek se stal jedním z nejlépe přijatých Allenových dramat. Penn a Mortonová získali nominace na Oscara a Zlatý glóbus. Stejně jako několik dalších umělcových filmů je děj přerušován rozhovory s kritiky a životopisci, kdy se Allen, Nat Hentoff a Douglas McGrath vyjadřují k filmovému ději, jako by postavy na plátně měli skutečnou předlohu v reálném světě.

## Děj
Americký jazzový kytarista Emmet Ray (Sean Penn) zazářil ve 30. letech 20. století několika nahrávkami v hudebním nakladatelství RCA Victor. Natočil jen několik skladeb z finančních důvodů, když zvukový záznam hry odmítal pro obavu kopírování svého stylu a ztrátu jedinečnosti. Z pozornosti publika se však vytratil za záhadných okolností.

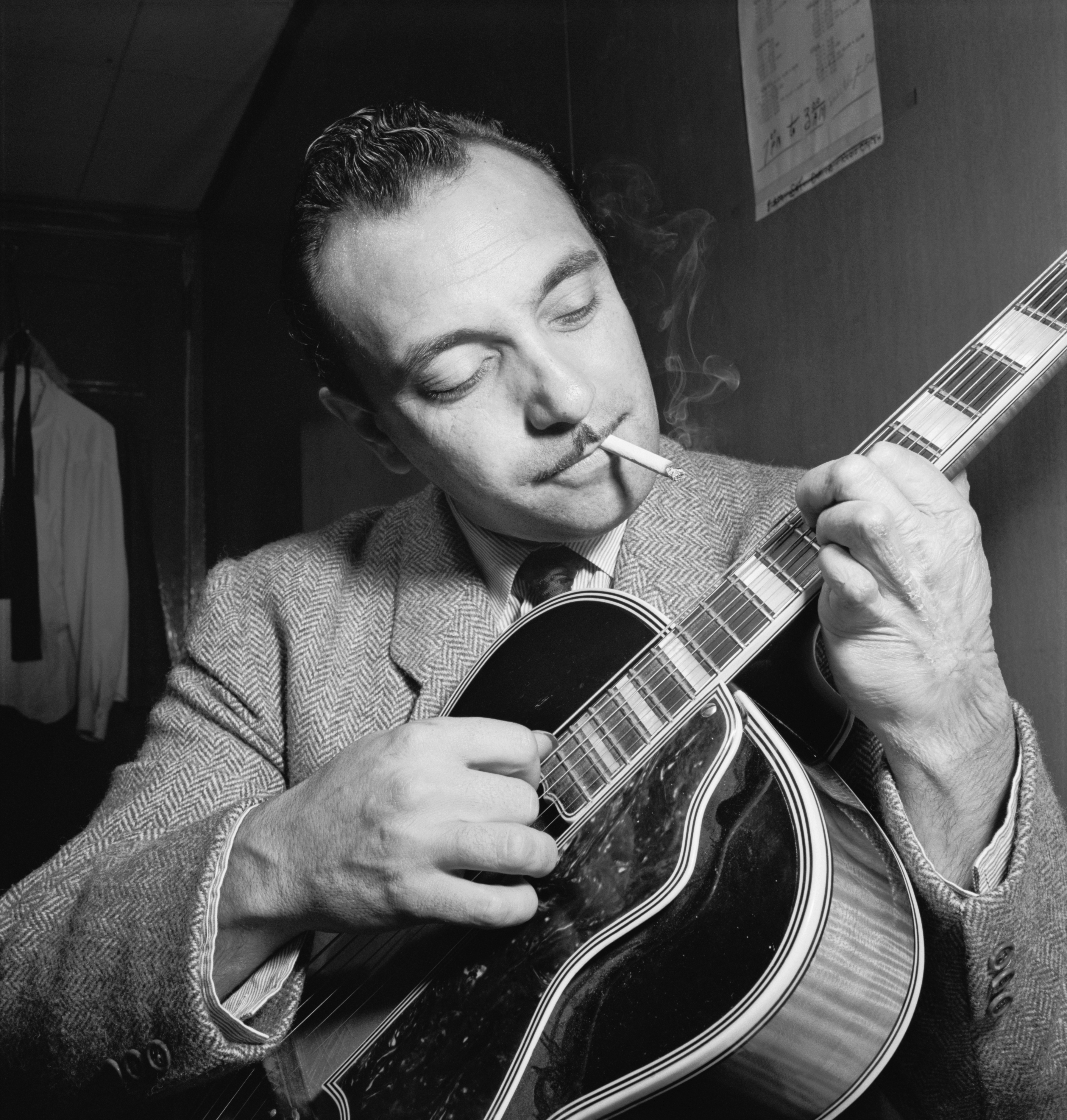
Django Reinhardt, jazzový kytarista, k němuž Emmet Ray vzhlížel

Ačkoli představoval nadaného hudebníka, jeho soukromý život byl značně neuspokojivý. Marnotratně rozhazoval peníze, měl silnou náklonnost k ženám, k nimž se odmítal citově vázat, protože byl přesvědčen, že jeho jedinou opravdovou láskou je hudba. Stal se dokonce pasákem. Pro závislost na alkoholu často zmeškal začátek vystoupení svého kvintetu nebo se nedostavil na pódium vůbec. Po hudbě bylo jeho nejoblíbenější zábavou střílení krys na smetištích a sledování vlaků. Idealizoval si francouzského kytaristu Djanga Reinhardta narozeného v Belgii. Při obou setkáních v Evropě omdlel. Když jej spoluhráči před vystoupením navedli, že v publiku zahlédli Reinhardta, nebyl schopen vystoupit a přes střechy utekl pryč. Považoval se za druhého nejlepšího kytaristu na světě.
Během jednoho odpoledne na kolonádě ulovil se svým bubeníkem párek dívek. S plachou a němou Hattie (Samantha Mortonová) poté navázal vztah. Přes potíže v komunikaci s ní vytvořil dvojici, když ji s sebou vzal za prací do Hollywoodu. Tam se během koncertu seznámil s přitažlivou ženou z vyšších kruhů Blanche (Uma Thurman). Přestože nóbl dáma v Emmetovi viděla především barvitý příklad člověka z nižší společenské třídy, jenž se měl stát inspirací pro její literární tvorbu, vzájemná náklonnost vyvrcholila sňatkem. Ve společném životě žena zjistila, že kytaristu zmítají noční můry a během spaní vykřikuje jméno Hattie, kterou bez rozloučení opustil.
Když se Emmet na vlastní oči přesvědčil, že klepy o podvádění ze strany Blanche s gangsterem Alem Torriou (Anthony LaPaglia) nelhaly, vydal se opět za Hattie. Bývalé partnerce navrhl, že by s ním mohla odjet do New Yorku, kde získal další práci. Němá dívka mu však na lísteček napsala, že je šťastně vdaná a po dalším dotazu vyšlo najevo, že má dceru.
S novou známostí si kytarista vyjel sledovat noční vlaky. Mezi oběma se však rozhořela hádka, když dívka nechápala smysl této záliby. Emmet začal brnkat na kytaru oblíbenou melodii Hattie, náhle jej popadl amok – vykřikl: „Udělal jsem chybu! Všechno jsem zvoral,“ a nástroj roztřískal o strom.
Poté se vytratil neznámo kam, snad do Evropy…

## Obsazení
| Sean Penn          | Emmet Ray    |
| Samantha Mortonová | Hattie       |
| Anthony LaPaglia   | Al Torrio    |
| Uma Thurman        | Blanche      |
| James Urbaniak     | Henry        |
| John Waters        | pan Haynes   |
| Gretchen Molov8    | Ellie        |
| Denis O'Hare       | Jake         |
| Molly Priceová     | Ann          |
| Brian Markinson    | Bill Shields |
| Tony Darrow        | Ben          |
| Daniel Okrent      | A.J. Pickman |
| Brad Garrett       | Joe Bedloe   |
| Woody Allen        | sám sebe     |
| Ben Duncan         | sám sebe     |
| Nat Hentoff        | sám sebe     |
| Douglas McGrath    | sám sebe     |

## Produkce
Po natočení svého druhého filmu Seber prachy a zmiz v roce 1969, podepsal Woody Allen smlouvu s filmovým studiem United Artists na režírování několika dalších snímků. Tematicky měl volné ruce, když mohl napsat cokoli chtěl. Jako klarinetista a zanícený jazzový nadšenec se rozhodl předložit scénář The Jazz Baby o jazzovém hudebníkovi, jehož děj je zasazen do třicátých let 20. století. Režisér později sdělil, že manažeři United Artists byli: „překvapeni … protože očekávali komedii. Byli dost znepokojeni a řekli mi: 'Uvědomujeme si, že jsme s vámi podepsali smlouvu, podle níž si můžete dělat cokoli chcete. Ale chceme vám říct, že se nám tohle opravdu nezamlouvá.' “ Allen se studiem souhlasil a místo zamýšleného díla napsal i zrežíroval film Banáni. V roce 1995 pustil námět The Jazz Baby z hlavy „jako pravděpodobně příliš ambiciózní“.
Přesto se k němu v roce 1998 vrátil, přepsal scénář a projekt přejmenoval na Sweet and Lowdown. Do titulní postavy jazzového kytaristy Emmeta Raye, již původně plánoval pro sebe, obsadil herce Seana Penna; uvažoval také o Johnnym Deppovi, který už měl jiné pracovní závazky. Ve věci spolupráce s Pennem, jehož předcházela reputace umělce, s nímž se těžko pracuje, později uvedl: „Vůbec jsem s ním neměl žádný problém … Vydal ze sebe všechno, přijal vedení a přičinil se svým dílem … fantastický herec.“
V rozhlasovém rozhovoru s Howardem Sternem z 26. října 2009 herečka Rosie O'Donnellová tvrdila, že jí Woody Allen roli Hattie nabídl, ačkoli vyjádřila znechucení nad režisérovým vztahem se Soon-Yi Previnovou. Na otázku, zda by ji lákalo přijmout roli navzdory osobním pocitům odpověděla, že „o tom ani jednu minutu neuvažovala“. Postavu ztvárnila Samantha Mortonová, jejíž Hattie silně připomíná Gelsominu, zahranou Giuliettou Masinovou ve Felliniho neorealistickém dramatu Silnice.
Za herecký výkon byl Sean Penn nominován na Oscara za nejlepší mužský herecký výkon v hlavní roli a Samantha Mortonová na Oscara za nejlepší ženský herecký výkon ve vedlejší roli, přestože na plátně nepronesla ani jedno slovo. Allen herečce poradil, aby postavu němé Hattie „hrála jako Harpo Marx. A ona odvětila: 'Kdo je Harpo Marx?', a já si uvědomil, jak je mladá. Pak jsem jí o něm řekl [a] ona se vrátila a zhlédla filmy.“ Za předvedený výkon obdržela kladné kritiky. Například kritička Stephanie Zacharek na Salon.com napsala, že „potichu rozmetala [film] …Nic podobného jako její výkon jsem za poslední léta neviděla.“
Snímek Sladký ničema byl celý natočen na lokacích v New Yorku a New Jersey. Děj se ovšem odehrává v oblasti Chicaga a Kalifornii.
Pro Alisu Lepselterovou to byl první Allenův film, který sestříhala. Od této chvíle se podílela na všech jeho dalších snímcích, když jako střihačka nahradila Susan E. Morseovou, která s režisérem spolupracovala přes dvacet let.

## Hudba
Hudbu pro film aranžoval a vedl Dick Hyman. Všechna kytarová sóla jsou hrána Howardem Aldenem, který také připravoval Seana Penna při hře na kytaru.
Dalšími kytaristy byli Bucky Pizzarelli a James Chirillo. První z nich se podílel na všech nahrávkách, druhý pak na skladbě Sweet Georgia Brown. Ta ve filmu zazní během úvodu koncertu, kdy opilý Emmet vrávorá na židličce snášející ho se srpku měsíce.